# Maciej Kierzkowski
Maciej Adam Kierzkowski (ur. 3 marca 1974 w Warszawie) – polski muzyk (gitarzysta, bębnista), kompozytor, etnomuzykolog. Ukończył muzykologię na Uniwersytecie Warszawskim.
Członek zespołów muzycznych: Swoją Drogą, Maćko Korba, Sabionetta, Rejs i innych.

## Muzyka ilustracyjna do spektakli teatralnych
- 2012 Błądząc Teatr La M.ort
- 2011 Pozor už nemôžem Teatr Delikates
- 2010 Zielone Zoo - Och-Teatr
- 2010 HamletMaszyna (Teatr La M.ort, Teatr Ochoty)
- 2008 Poczta. Co mi po świetle gwiazd? (Scena Teatralna Muzeum Historii Żydów Polskich)
- 2007 Rosencrantz i Guildernstern nie żyją.
- 2006 Furia (Teatr La M.ort)
- 2005 Wesele (Teatr Makata); razem ze Swoją Drogą Trio
- 2004 Krzyk (Teatr La M.ort)
- 2004 Rozhowory (Teatr Makata)
- 2003 Następni (Teatr La M.ort)
- 2001 Wszystko zamiast (Teatr La M.ort)

## Dyskografia
- 2014 Muzyka Ziemi Chełmońskiego (Akademia Profil) - aranżacje, gitary, instrumenty perkusyjne, programowanie, nagranie, miks, mastering
- 2011 Swoją Drogą & Goście - album Swoją Drogą, gościnnie między innymi Raduza, Noon, zespół Disguise (MTJ) - aranżer, kompozytor, gitarzysta, bębnista, producent muzyczny, redakcja
- 2011 Bambukalambu - album Ewa Konstancja Bułhak & Ple Ple Band (MTJ) - aranżer, kompozytor, instrumentalista, producent muzyczny
- 2010 Opaa! - Bubliczki (Folkers) - wydawca, redakcja
- 2009 Early Post-War Polish Folk Music Recordings (ISPAN)
- 2009 Pola - Apolonia Nowak & Swoją Drogą Trio (Folkers)
- 2008 Nowa Tradycja 2008. Dokument X Konkursu Muzyki Folkowej Polskiego Radia – Niedźwiecki/Żak/Kierzkowski/Pulcyn, Maćko Korba (Polskie Radio)
- 2008 Pewne sekwencje - Noon
- 2008 Bar Warsaw - Swoją Drogą (Nascente)
- 2007 Nowa Tradycja. Antologia Polskiego Folku – Swoją Drogą (Polskie Radio)
- 2006 Elavat tyot. Juho Koriasen (1979-2004) savellyksia ystavien esittamana – Swoją Drogą
- 2005 Polish Rock and Roll Driving – Swoją Drogą & Disguise
- 2005 Wiedza o kulturze – Swoją Drogą, autorskie nagrania terenowe (WSiP)
- 2004 Welcome Europe 2004. New European Soundscapes – Swoją Drogą (EBU/UER, Polskie Radio)
- 2003 Art.pl – Swoją Drogą (Polskie Radio)
- 2003 Nowa Tradycja 2002. V Festiwal Muzyki Folkowej – Swoją Drogą (Polskie Radio)
- 2002 IQ – Dizkret Praktik (Sony Music Entertainment Poland)
- 2001 Gościniec – Goście z Nizin
- 1998 Stare Miasto – Stare Miasto (PolyGram Polska)
- 1997 Pozytywne Wibracje vol. 1 – Rejs, Members of Pozytywne Wibracje (PolyGram Polska)

## Nagrody i wyróżnienia
- Folkowy Fonogram Roku 2009 - album Pola - Apolonia Nowak & Swoją Drogą Trio
- Folkowy Fonogram Roku 2003 - album Art.pl - Swoją Drogą